# Sanford (Michigan)
Sanford é uma vila localizada no estado americano de Michigan, no Condado de Midland.

## Demografia
Segundo o censo americano de 2000, a sua população era de 943 habitantes.
Em 2006, foi estimada uma população de 924, um decréscimo de 19 (-2.0%).

## Geografia
De acordo com o United States Census Bureau tem uma área de
4,0 km², dos quais 3,3 km² cobertos por terra e 0,7 km² cobertos por água. Sanford localiza-se a aproximadamente 201 m acima do nível do mar.

## Alunos de Imtercambio.
Sanford e uma cidade que ja teve varios intercambiarios de varios Paises inclusive, do Brasil

## Localidades na vizinhança
O diagrama seguinte representa as localidades num raio de 28 km ao redor de Sanford.